# Aeridostachya
Aeridostachya – rodzaj roślin z rodziny storczykowatych (Orchidaceae). Obejmuje 20 gatunków występujących w Azji i Oceanii w takich państwach i regionach jak: Borneo, Karoliny, Fidżi, Jawa, Małe Wyspy Sundajskie, Moluki, Nowa Kaledonia, Nowa Gwinea, Filipiny, Samoa, Wyspy Salomona, Celebes, Sumatra, Tajwan, Tajlandia, Vanuatu.

## Systematyka
Rodzaj sklasyfikowany do podplemienia Eriinae w plemieniu Podochileae, podrodzina epidendronowe (Epidendroideae), rodzina storczykowate (Orchidaceae), rząd szparagowce (Asparagales) w obrębie roślin jednoliściennych.
Wykaz gatunków
- Aeridostachya acuminata (Blume) Rauschert
- Aeridostachya clavimentalis (Ridl.) Rauschert
- Aeridostachya coffeicolor (Kraenzl.) Rauschert
- Aeridostachya crassipes (Ridl.) Rauschert
- Aeridostachya dasystachys (Ridl.) Rauschert
- Aeridostachya decurrentipetala (J.J.Sm.) Rauschert
- Aeridostachya dulitensis (Carr) Schuit., Y.P.Ng & H.A.Pedersen
- Aeridostachya feddeana (Schltr.) Brieger
- Aeridostachya gobiensis (Schltr.) Rauschert
- Aeridostachya junghuhnii (J.J.Sm.) Brieger
- Aeridostachya macrophylla (Ames & C.Schweinf.) J.J.Wood
- Aeridostachya mearnsii (Leav.) Rauschert
- Aeridostachya odontoglossa (Schltr.) Rauschert
- Aeridostachya ovilis (J.J.Sm.) Rauschert
- Aeridostachya propinqua (Ames) W.Suarez & Cootes
- Aeridostachya robusta (Blume) Brieger
- Aeridostachya sumatrensis (Ridl.) Rauschert
- Aeridostachya trichotaenia (Schltr.) Brieger
- Aeridostachya unifolia (J.J.Sm.) Rauschert
- Aeridostachya vulcanica (Schltr.) Brieger